# Lepčince
Lepčince (cyr. Лепчинце) – wieś w Serbii, w okręgu pczyńskim, w mieście Vranje. W 2011 roku liczyła 103 mieszkańców.